# Utva 60
Die Utva 60 (serbisch-kyrillisch Утва 60) ist ein Verbindungsflugzeug des jugoslawischen Herstellers Utva, das sowohl für militärische, als auch für zivile Zwecke hergestellt wurde.

## Geschichte und Konstruktion
Für die Entwicklung verantwortlich waren Branislav Nikolić und Dragan Petković. Am 22. April 1959 startete der Prototyp, die mit einem Lycoming-GO-435-C2B2-Kolbenmotor von 260 PS ausgestattete Utva 56 zu ihrem Erstflug. Die Flugtests verliefen erfolgreich. Für die Serienproduktion wurde das Flugzeug mit einem Lycoming O-480 ausgestattet und erhielt den Namen Utva 60. Dessen Erstflug fand im März 1962 statt. Die Utva 60 ist ein Ganzmetalleindecker mit festem Spornradfahrwerk und konnte auch mit Schwimmern oder Skiern ausgestattet werden.

## Varianten
- Utva 56 – Prototyp
- Utva 60-AT1 – viersitzige Basisversion[2] als Reiseflugzeug, auch verwendbar für Fracht- und Verbindungsflüge, als Fallschirmspringer-Absetzflugzeug und für den Segelflugzeugschlepp
- Utva 60-AT2 – Version mit Doppelsteuerung als Schulflugzeug[2]
- Utva 60-AG – Landwirtschaftsversion[2] mit Ausrüstung zum Sprühen, Spritzen, Zerstäuben, Nebeln, Düngen und Säen
- Utva 60-AM – Ambulanzausführung[2] mit zwei Tragen und einem Sitz für das medizinische Personal
- Utva 60-H – Wasserflugzeug mit zwei Schwimmern[2] BIN-1600, verstärktem Rumpf und leistungsstärkerem Triebwerk Lycoming GO-480-G1A6 mit Dreiblatt-Metallluftschraube Hartzell

## Militärische Nutzung
- Jugoslawien
- Kambodscha
- Kroatien
- Republika Srpska

## Technische Daten
| Kenngröße              | Utva 56                                                                                                | Utva 60-AG | Utva 60-AT1 | Utva 60-AM | Utva 60-H                                                                                       |
| ---------------------- | --- | --- | --- | --- | ----------------------------------------------------------------------------------------------- |
| Verwendung             | Prototyp                                                                                               | Agrarflugzeug | Reise- und Verbindungsflugzeug                                                                                    | Sanitätsflugzeug                                                                                                  | Schwimmerflugzeug                                                                               |
| Besatzung              | 1 | 1 | 1 | 1 | 1                                                                                               |
| Passagiere             | 3 | – | 3 | 2 liegend / 1 sitzend                                                                                             | 3                                                                                               |
| Länge                  | 8,25 m                                                                                                 | 8,22 m | 8,22 m | 8,22 m | 8,22 m                                                                                          |
| Spannweite             | 11,40 m                                                                                                | 11,40 m | 11,40 m | 11,40 m | 11,40 m                                                                                         |
| Höhe                   | 2,67 m                                                                                                 | 2,72 m | 2,72 m | 2,72 m | k. A.                                                                                           |
| Flügelfläche           | 18,08 m²                                                                                               | 18,08 m² | 18,08 m² | 18,08 m² | 18,08 m²                                                                                        |
| Flügelstreckung        | 7,19                                                                                                   | 7,19 | 7,19 | 7,19 | 7,19                                                                                            |
| V-Stellung             | 2° | 2° | 2° | 2° | 2°                                                                                              |
| Profil                 | NACA 4412 modifiziert                                                                                  | NACA 4412 modifiziert                                                                                             | NACA 4412 modifiziert                                                                                             | NACA 4412 modifiziert                                                                                             | NACA 4412 modifiziert                                                                           |
| Flächenbelastung       | k. A.                                                                                                  | 90–95,50 kg/m² | 80–85,50 kg/m² | 80–85,50 kg/m² | 108 kg/m²                                                                                       |
| Leistungsbelastung     | k. A.                                                                                                  | 6,23 kg/PS | 5,57 kg/PS | 5,57 kg/PS | 6,50 kg/PS                                                                                      |
| Leermasse              | 830 kg                                                                                                 | 1002 kg | 952 kg | 986 kg | 1360 kg                                                                                         |
| Zuladung               | 460 kg                                                                                                 | 728 kg | 588 kg | 556 kg | 590 kg                                                                                          |
| max. Startmasse        | 1290 kg                                                                                                | 1730 kg | 1448 kg | 1540 kg | 1950 kg                                                                                         |
| Höchstgeschwindigkeit  | 260 km/h                                                                                               | 238 km/h | 252 km/h | 238 km/h | 223 km/h                                                                                        |
| Reisegeschwindigkeit   | 230 km/h                                                                                               | 219 km/h | 230 km/h | 219 km/h | 205 km/h                                                                                        |
| Mindestgeschwindigkeit | 79 km/h                                                                                                | 66 km/h | 73 km/h | 66 km/h | 85 km/h                                                                                         |
| Steigleistung          | 6,00 m/s                                                                                               | 6,20 m/s | 6,40 m/s | 6,20 m/s | 3,60 m/s                                                                                        |
| Dienstgipfelhöhe       | 6000 m                                                                                                 | 4900 m | 5200 m | 4900 m | 2800 m                                                                                          |
| max. Reichweite        | 700 km                                                                                                 | 750 km | 780 km | 750 km | 660 km                                                                                          |
| Startrollstrecke       | 100 m                                                                                                  | 93–128 m | 92 m | 93 m | 310 m                                                                                           |
| Triebwerk              | 1 × Sechszylinder-Kolbenmotor Lycoming GO-435 C2B2 mit Zweiblatt-Verstellpropeller Hartzell HC-83×20IB | 1 × Sechszylinder-Kolbenmotor Lycoming GO-480 G1H6 mit Zweiblatt-Verstellpropeller Hartzell HC-A2×20-1 B/101 33-3 | 1 × Sechszylinder-Kolbenmotor Lycoming GO-480 G1H6 mit Zweiblatt-Verstellpropeller Hartzell HC-A2×20-1 B/101 33-3 | 1 × Sechszylinder-Kolbenmotor Lycoming GO-480 G1H6 mit Zweiblatt-Verstellpropeller Hartzell HC-A2×20-1 B/101 33-3 | 1 × Sechszylinder-Kolbenmotor Lycoming GO-480 G1A6 mit Dreiblatt-Verstellpropeller von Hartzell |
| Leistung               | 191 kW (260 PS)                                                                                        | 200 kW (272 PS)                                                                                                   | 200 kW (272 PS)                                                                                                   | 200 kW (272 PS)                                                                                                   | 217 kW (295 PS)                                                                                 |